# Pachyramphus homochrous
Caneleiro-carvoeiro ou caneleiro-unicolor (Pachyramphus homochrous) é uma espécie de ave da família Tityridae.
Pode ser encontrada nos seguintes países: Colômbia, Equador, Panamá, Peru e Venezuela.
Os seus habitats naturais são: florestas secas tropicais ou subtropicais , florestas subtropicais ou tropicais húmidas de baixa altitude e florestas secundárias altamente degradadas.